# بورت شارلز
بورت شارلز (بالإنجليزية: Port Charles) هو مسلسل دراما تم إنتاجه في الولايات المتحدة. بدأ عرضه في سنة 1997 على هيئة الإذاعة الأمريكية. بلغ عدد مواسم المسلسل 6 مواسم، بلغ عدد حلقاته 1537 حلقة، وتبلغ مدة الحلقة الواحدة 30 دقيقة. تم بث المسلسل لأول مرة بتاريخ 1 يونيو 1997 بينما تم بث آخر حلقة منه بتاريخ 3 أكتوبر 2003. من بطولة راشيل أميس، بات كراولي، نولان نورث، ديبي مورغان، كيلي موناكو وكارلي شرودر.

## وصلات خارجية
- بورت شارلز على موقع IMDb (الإنجليزية)
- بورت شارلز على موقع ميتاكريتيك (الإنجليزية)
- بورت شارلز على موقع روتن توميتوز (الإنجليزية)
- بورت شارلز على موقع كينوبويسك (الروسية)
- بورت شارلز على موقع قاعدة بيانات الفيلم (الإنجليزية)